# Віниця
Віниця; Вініца (словац. Vinica) — село, громада округу Вельки Кртіш, Банськобистрицький край, центральна Словаччина, регіон Гонт. Кадастрова площа громади — 30,76 км². Протікає Великий потік.
Населення 1792 особа (станом на 31 грудня 2017 року).

## Історія
Віниця вперше згадується в 1135 році.

## Населення
| Рік:            | 1994. | 2004.   | 2014.   | 2024.   |
| --------------- | ----- | ------- | ------- | ------- |
| Кількість осіб: | 1976  | 1927    | 1826    | 1748    |
| Різниця:        |       | -2,47 % | -5,24 % | -4,27 % |

| Рік:            | 2023. | 2024.   |
| --------------- | ----- | ------- |
| Кількість осіб: | 1759  | 1748    |
| Різниця:        |       | -0,62 % |